# Chamblac
Chamblac é uma comuna francesa na região administrativa da Normandia, no departamento de Eure. Estende-se por uma área de 21 km². Em 2010 a comuna tinha 404 habitantes (densidade: 19,2 hab./km²).